# Jurjung-Chaja
Jurjung-Chaja (russisch Юрюнг-Хая; jakutisch Үрүҥ Хайа/Ürüng Chaja, deutsch „weißer Berg“) ist ein Dorf (Selo) in der Republik Sacha (Jakutien) in Sibirien (Russland) mit 1148 Einwohnern (Stand 14. Oktober 2010).
Es liegt am rechten Ufer des Anabar unweit von dessen Mündung in die Laptewsee, fast 1400 km Luftlinie nordwestlich der Republikhauptstadt Jakutsk. Jurjung-Chaja ist Endpunkt der geplanten Fernstraße Anabar, die die arktische Küste mit dem Süden Sibiriens verbinden soll. Bislang existieren in der Umgegend nur unbefestigte Pisten.
Jurjung-Chaja gehört zum Anabarski ulus und befindet sich etwa 100 km nördlich von dessen Verwaltungszentrum Saskylach. Der Großteil der Dolganen der Republik Sacha lebt in Jurjung-Chaja, die dort die Bevölkerungsmehrheit stellen.